# Huguenot
Huguenotter er medlemmer af den protestantiske kirke i Frankrig. Det kaldte katolikkerne dem i det 16. og 17. årh.. Selv kaldte de sig reformés (se Reformerte kirke). 
Huguenotterne ønskede først at reformere den katolske kirke. En af deres fortalere var Jacques Lefevre. Senere fulgte de den lutherske bevægelse, og til sidst calvinismen. De delte Jean Calvins reformatoriske trosbekendelse.
De blev forfulgt, kun Frans 1. af Frankrig (1515-1547) søgte at beskytte dem ved love.
Fra 1555 til 1562 voksede tilhængerskaren kraftigt – mest blandt adelen og borgerne. Deres første synode blev afholdt i 1558 i Paris. I 1562 var der mindst en million huguenotter, og de voksede hurtigt til to millioner. Den katolske befolkning var på ca. 16 millioner. Der var stor opbakning i det sydlige og centrale Frankrig. Da de kom fra de velstillede lag, var de en trussel for det etablerede system styret af pavekirken.
Huguenotterne anerkendte i lighed med andre protestanter hverken katolikkernes sakramentforståelse, præsternes centrale rolle eller helgenernes betydning. De trængte ind i katolske kirker og prøvede at ødelægge billeder. En del kirker fik ødelagt altre og inventar. 

## De franske religionskrige 1562-1593
Spændingen mellem katolikkerne og huguenotterne blev stærkere og stærkere. Det førte til otte krige mellem katolikker og huguenotter. Efter hver krig blev hadet til modparten skærpet. 
Den første var en massakre i Vasy 1. marts 1562, hvor mindst 30 blev dræbt og ca. 200 såret. Herefter oprettede huguenottene deres egen hær med rytteri under ledelse af admiral Gaspard de Coligny. Henrik 3. af Navarra (slægten Bourbon) allierede sig med huguenotterne og støttede dem økonomisk. De havde på højdepunktet kontrol over 60 befæstede byer og var i mere end 30 år en alvorlig trussel mod den katolske kongemagt og Paris.
På Skt. Bartholomæus' dag (d. 24. august) i 1572 (Bartholomæusnatten) fandt et massemord sted i Paris. Massakren skete på foranledning af enkedronning Katarina af Medici og det katolske Guiseparti, som frygtede huguenotternes indflydelse på kong Karl 9. af Frankrig. Blandt de 2000 dræbte i Paris var huguenotternes leder Coligny, der sammen med sine trosfæller fejrede den senere kong Henrik 4's bryllup med Katarinas datter. Dette blodbad spredte sig hurtigt til resten af Frankrig og menes at have kostet 20.000 menneskeliv. 
Den 5. "Huguenotkrig" varede fra 23. februar 1574 til 1598, hvor den nye konge Henrik 4. af Frankrig udstedte Nantes-ediktet, som sidestillede protestanter (huguenotter) og katolikker i Frankrig. Samtidig hjalp det katolikkerne med at udbrede deres tro ved at forbyde nye protestantiske kirker i de katolske områder.
Ludvig 14. af Frankrig (1643-1715), som fik kontrol over den franske regering i 1661, genoptog forfølgelserne af protestanterne og indsatte soldater til at gøre livet for huguenotterne så utåleligt, at de kun så én udvej: At flygte ud af landet.
Han ophævede 18. oktober 1685 Nantes-ediktet og udstedte i stedet Fontainebleau-ediktet, som erklærede protestantismen for ulovlig i Frankrig. Det førte til kamisardernes opstand i Cevennerne og igangsatte den store udvandring af huguenotter. 200-500.000 flygtede til lande som England, Holland, Schweiz, Danmark (særligt Fredericia) og Preussen. Den 31. december 1687 sejlede en stor gruppe mod syd til Kap Det Gode Håb i Sydafrika. Andre flygtede til de 13 engelske kolonier i Nordamerika. De første var allerede taget af sted i 1624. Den franske forfølgelse af huguenotterne standsede i 1764, og efter den franske revolution i 1789 blev de igen anerkendt.

## Trivia
- Det var hovedsageligt huguenotter, der bragte de vinstokke til Sydafrika, der i dag er blevet landets mægtige vinindustri[kilde mangler].